# Лобачевский (лунный кратер)
Лобачевский (лат. Lobachevskiy) — большой ударный кратер в экваториальной области обратной стороны Луны. Название присвоено в честь русского математика, создателя неевклидовой геометрии Николая Ивановича Лобачевского (1793—1856) и утверждено Международным астрономическим союзом в 1961 г. Образование кратера относится к позднеимбрийской эпохе.

## Описание кратера
Ближайшими соседями кратера являются кратер Моисеев на западе; кратер Герц на западе-северо-западе; кратер Флеминг на севере-северо-западе; кратер Гюйо на северо-востоке; кратер Бингам на юго-востоке; кратер Фирсов на юге и кратер Аль-Хорезми на юго-западе. Селенографические координаты центра кратера 9°46′ с. ш. 113°04′ в. д. / 9,76° с. ш. 113,07° в. д., диаметр 87,3 км, глубина 2,8 км.
Кратер Лобачевский имеет полигональную форму и практически не разрушен. Вал с четко очерченной кромкой, к южной части вала примыкает сателлитный кратер Лобачевский M (см. ниже). Внутренний склон вала террасовидной структуры. Высота вала над окружающей местностью достигает 1380 м, объем кратера составляет приблизительно 6600 км³. Дно чаши ровное, имеется пара центральных пиков, один из которых смещен на юго-восток, а второй на северо-запад от центра чаши. Состав центральных пиков - габбро-норито-троктолитовый анортозит с содержанием плагиоклаза 85-90 % (GNTA1) и габбро-норито-троктолитовый анортозит с содержанием плагиоклаза 80-85 % (GNTA2). Восточнее центральных пиков находится свежий кратер окруженный областью с высоким альбедо.

## Сателлитные кратеры
| Лобачевский | Координаты                                            | Диаметр, км |
| ----------- | ----------------------------------------------------- | ----------- |
| M           | 7°46′ с. ш. 113°04′ в. д. / 7,76° с. ш. 113,07° в. д. | 45,1        |
| P           | 7°29′ с. ш. 111°39′ в. д. / 7,49° с. ш. 111,65° в. д. | 22,6        |

- Образование сателлитного кратера Лобачевский M относится к нектарскому периоду[2].

Лобачевский

## См.также
- Список кратеров на Луне
- Лунный кратер
- Морфологический каталог кратеров Луны
- Планетная номенклатура
- Селенография
- Минералогия Луны
- Геология Луны
- Поздняя тяжёлая бомбардировка